# Lönneberga kyrka
Lönneberga kyrka är en kyrkobyggnad i Lönneberga i Hultsfreds kommun i Småland. Kyrkan ligger på en höjd mellan Silverdalen och Lönneberga och tillhör Lönneberga församling i Linköpings stift.

## Kyrkobyggnaden
Den första kyrkobyggnaden i Lönneberga var en träkyrka uppförd någon gång på medeltiden. I socknens äldsta kyrkobok (påbörjad 1597), finns en notis om en donation syftande till en prästgård vid Silverhult år 1341; av notisen framgår att det vid denna tid först funnits ett träkapell vilket senare ersatts av en annan kyrkobyggnad. Ett triumfkrucifix från mitten av 1300-talet antyder vidare att en kyrka fanns då. Vid slutet av 1500-talet ska medeltidskyrkan ha rivits och ersatts av en ny träkyrka. Denna brann ned vid de danska härjningarna i juli 1612 i samband med Kalmarkriget. Fyra år senare uppfördes en ny kyrka av sten och trä som stod kvar fram till 1870-talet. 
Nuvarande kyrka uppfördes åren 1870-1872 efter ritningar av arkitekt Johan Fredrik Åbom. Märkligt nog är kyrkan felvänd, med tornet i öster och koret och altaret åt väster. Kyrktornet har en öppen lanternin. En stor renovering genomfördes åren 1924-1925 under ledning av arkitekt Otar Hökerberg då en halvcirkelformad sakristia byggdes intill koret vid västra kortsidan. Tidigare var sakristian inhyst i en halvrund tillbyggnad vid långhusets norra sida. År 2004 satte man in plexiglasskivor i lanterninens öppningar för att undvika fuktskador.

## Inventarier
- Från den första kyrkan finns ett triumfkrucifix från 1300-talet bevarat.
- Från andra kyrkan finns bevarat bland annat målningar, en ljusarm och en brudstol i ek.
- Dopfunten av trä är tillverkad 1933.

### Orgel
- Orgeln är byggd av orgelbyggare Erik Nordström, Flisby och kom till kyrkan 1874. Den hade 10 stämmor.
- År 1925 byggdes orgelverket om av E. A. Setterquist & Son. Orgelverket renoverades och omdisponerades 1957. Orgeln är pneumatisk.

| Huvudverk I        | Svällverk II   | Pedal      | Koppel    |
| Borduna 16’        | Rörflöjt 8’    | Subbas 16’ | I/P       |
| Princial 8’        | Salicional 8’  |            | II/P      |
| Gedackt 8’         | Principal 4’   |            | II/I      |
| Octava 4’          | Ekoflöjt 4’    |            | I 4'/I    |
| Flöjt oktaviant 4' | Waldflöjt 2'   |            | II 16'/II |
| Kvinta 2 2⁄3’      | Larigot 1 1⁄3' |            |           |
| Octava 2'          |                |            |           |
| Mixtur 3-4 ch      |                |            |           |

- Ännu en renovering genomfördes 1994-1995 då man så långt som möjligt försökte återställa orgelverket i dess originalskick. Orgeln är pneumatisk.

#### Kororgel
- Vid korets norra vägg finns en kororgel, invigd 24 september 1978. Orgeln är tillverkad av Nils-Olof Berg i Nye, och är dekorerad av Lennart Lindell. Orgeln är mekanisk.

| Manual             | Pedal      | Koppel  |
| Trägedackt 8’ B/D  | Subbas 16’ | Man/Ped |
| Princial 4’ B/D    |            |         |
| Pommer 4’          |            |         |
| Waldflöjt 2’       |            |         |
| Nasat 1 1⁄3'       |            |         |
| Aliquot 1 1⁄3 + 1’ |            |         |
| Regal 8' B/D       |            |         |

## Bildgalleri

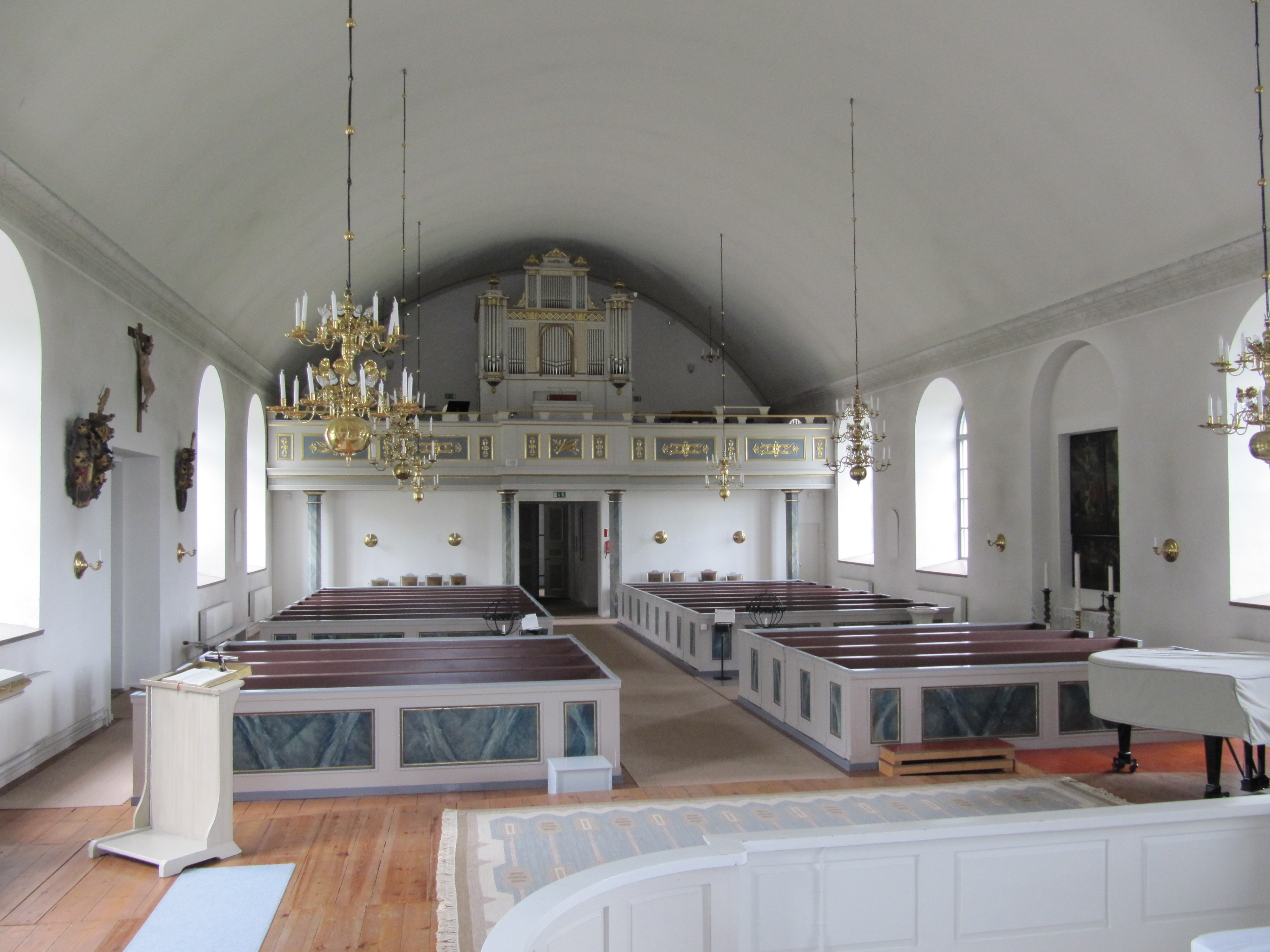
Kyrkorum mot orgelläktare
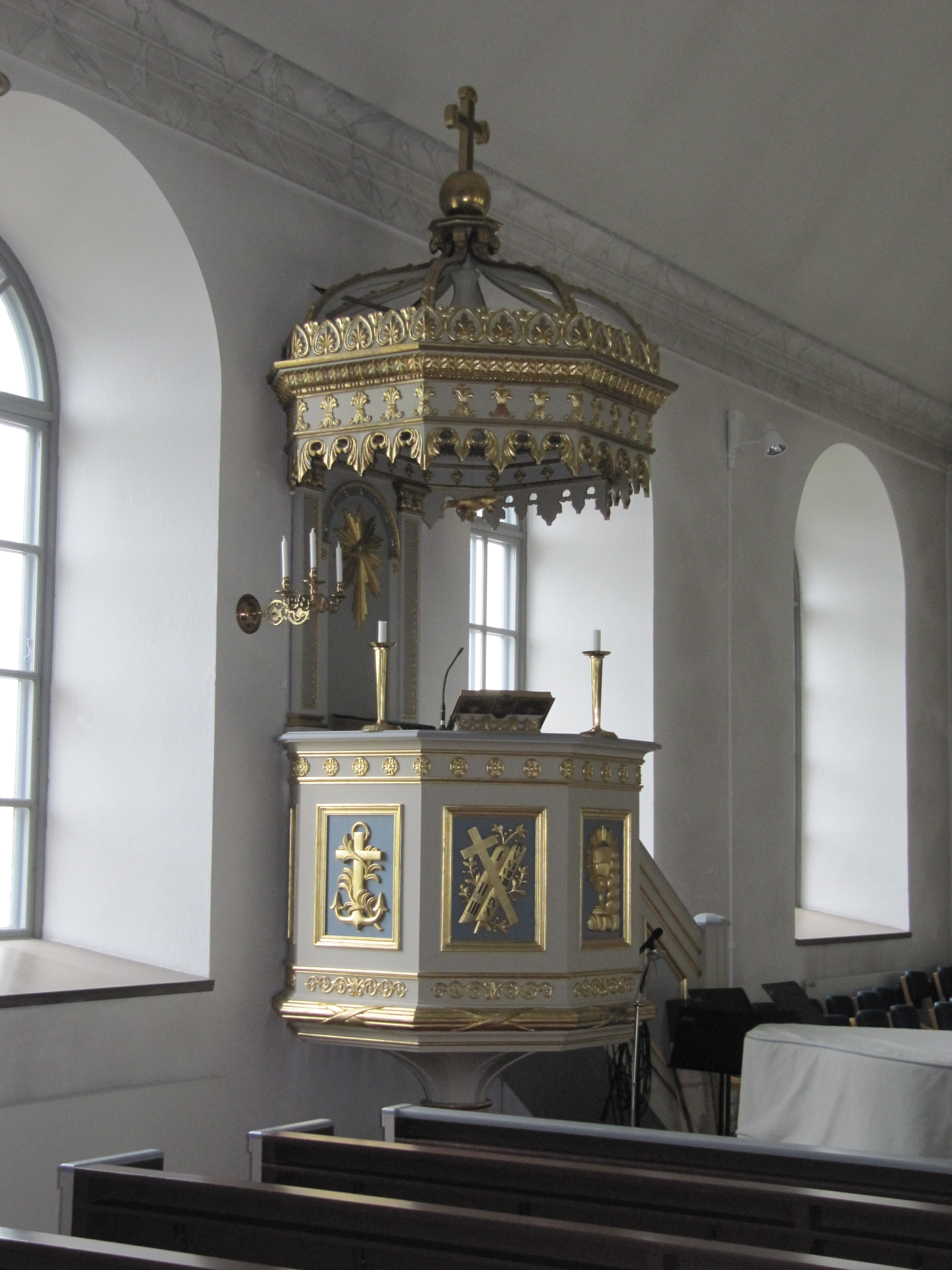
Predikstol
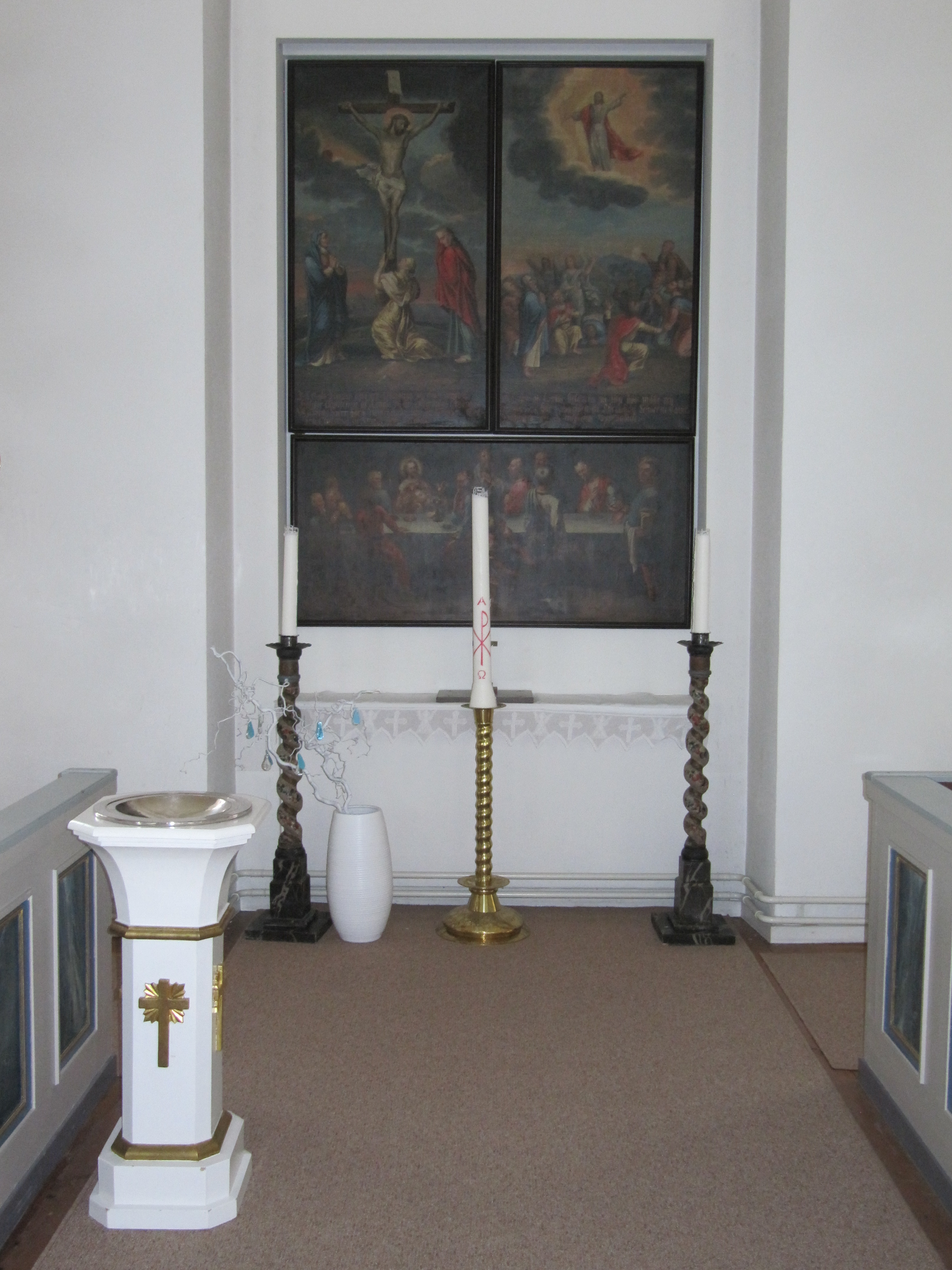
Dopplats i söder
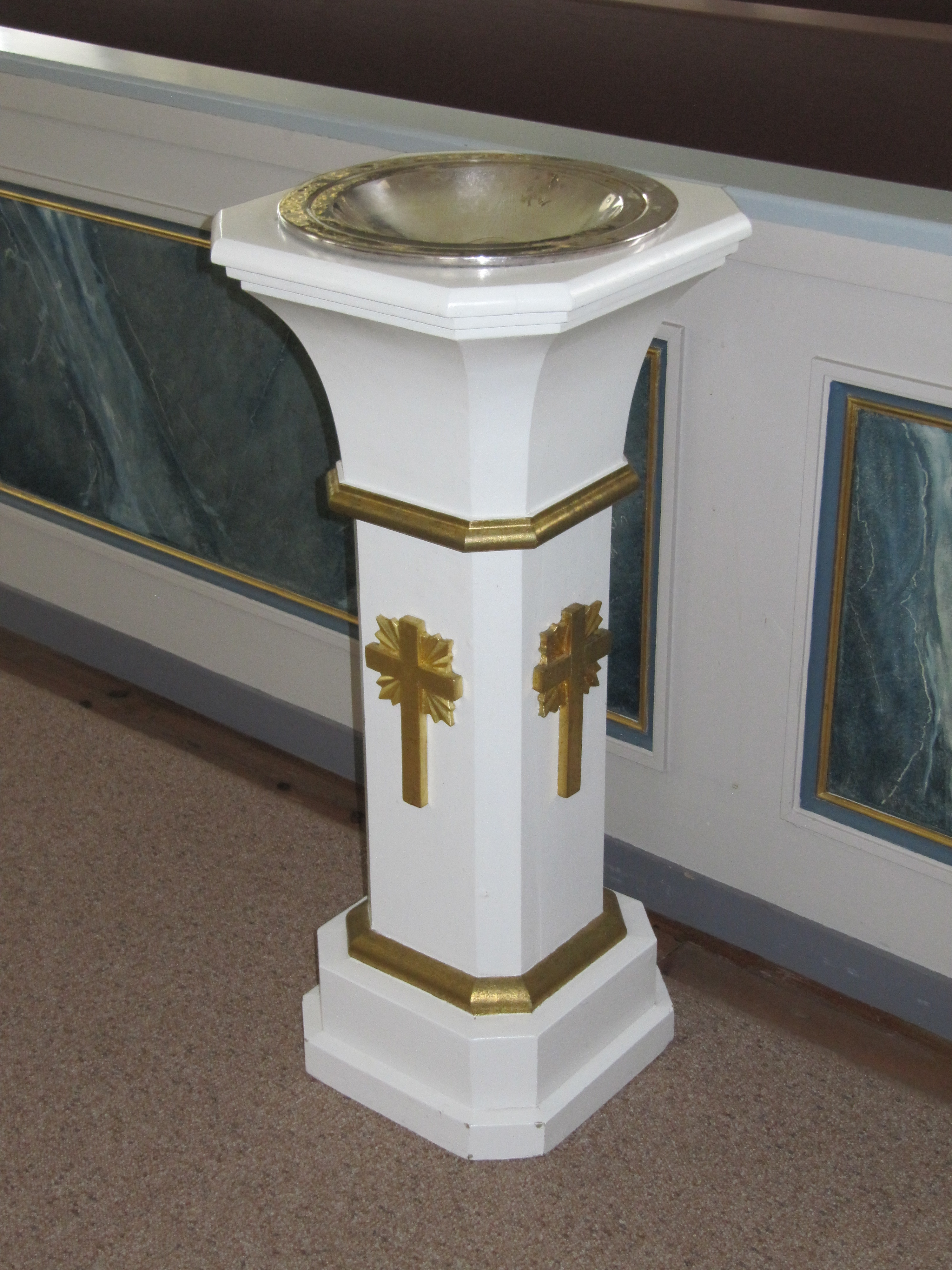
Dopfunt
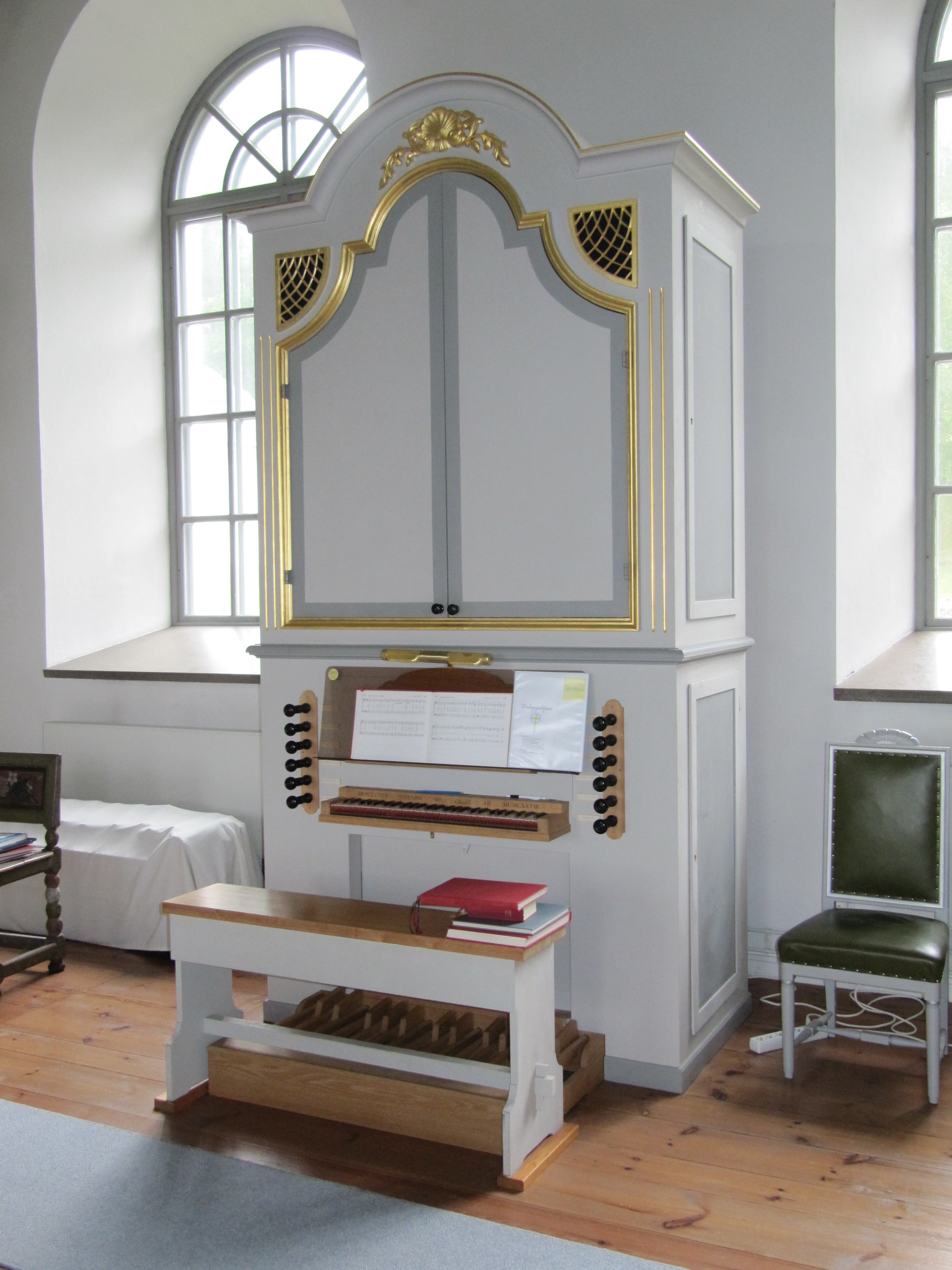
Kororgel
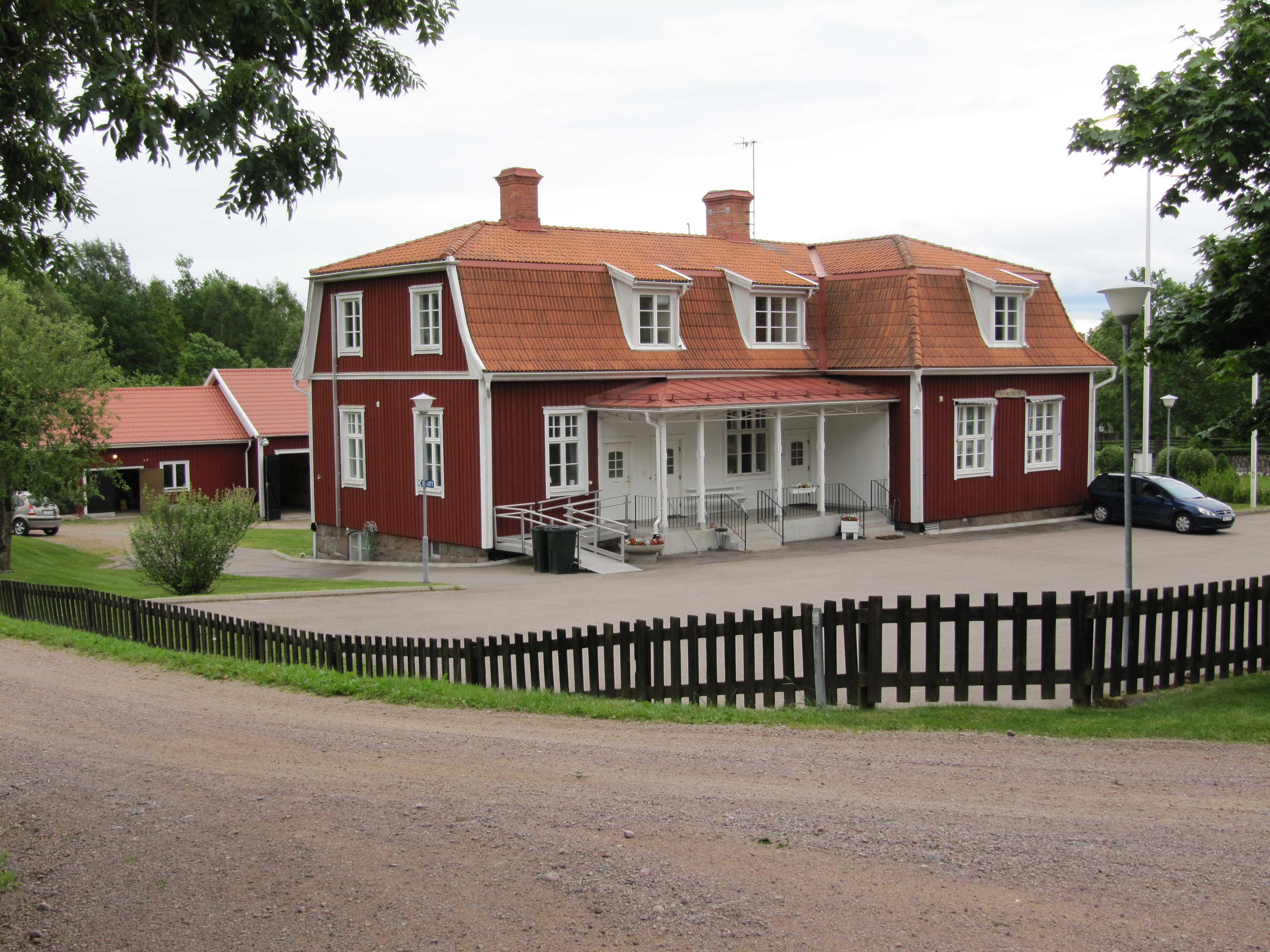
Församlingshem